# Antonio Ramírez de Arellano
Antonio Ramírez de Arellano López (Sevilla, 1964) es un catedrático de Física de la Materia Condensada español y licenciado en Economía por la Universidad de Sevilla (US), institución de la que fue rector desde marzo de 2012 hasta su nombramiento como consejero de Economía y Conocimiento de la Junta de Andalucía en junio de 2015. Fue consejero de Economía, Hacienda y Administración Pública de la Junta de Andalucía  hasta 2019.

## Biografía
Antonio Ramírez ha participado como investigador en más de 30 proyectos y contratos nacionales e internacionales, de los que ha dirigido 14. Es autor de cuatro patentes y más de 150 publicaciones. En la Universidad Hispalense ha desempeñado, entre otros cargos, los de vicerrector de Infraestructuras (2008-2012); vicerrector de Posgrado y Doctorado (2006-2008); director del Centro de Investigación, Tecnología e Innovación, CITIUS (2004-2006), y coordinador del Vicerrectorado de Investigación. También ha ocupado diversos puestos en el equipo decanal de la Facultad de Física.
Asimismo, es miembro de la Comisión Permanente de la Conferencia de Rectores de las Universidades Españolas y presidente de la Fundación Andalucía Tech, órgano de gobierno del Campus de Excelencia Internacional conjunto de las universidades de Sevilla y Málaga.

## Vida política
En junio de 2015 es nombrado consejero de Economía y Conocimiento de la Junta de Andalucía.
En junio de 2018, tras el nombramiento de María Jesús Montero como ministra de Hacienda, asume las competencias de Hacienda y Administración Pública y pierde las de Conocimiento, pasando a ser consejero de Economía, Hacienda y Administración Pública de la Junta de Andalucía.